# Східноанатолійський розлом

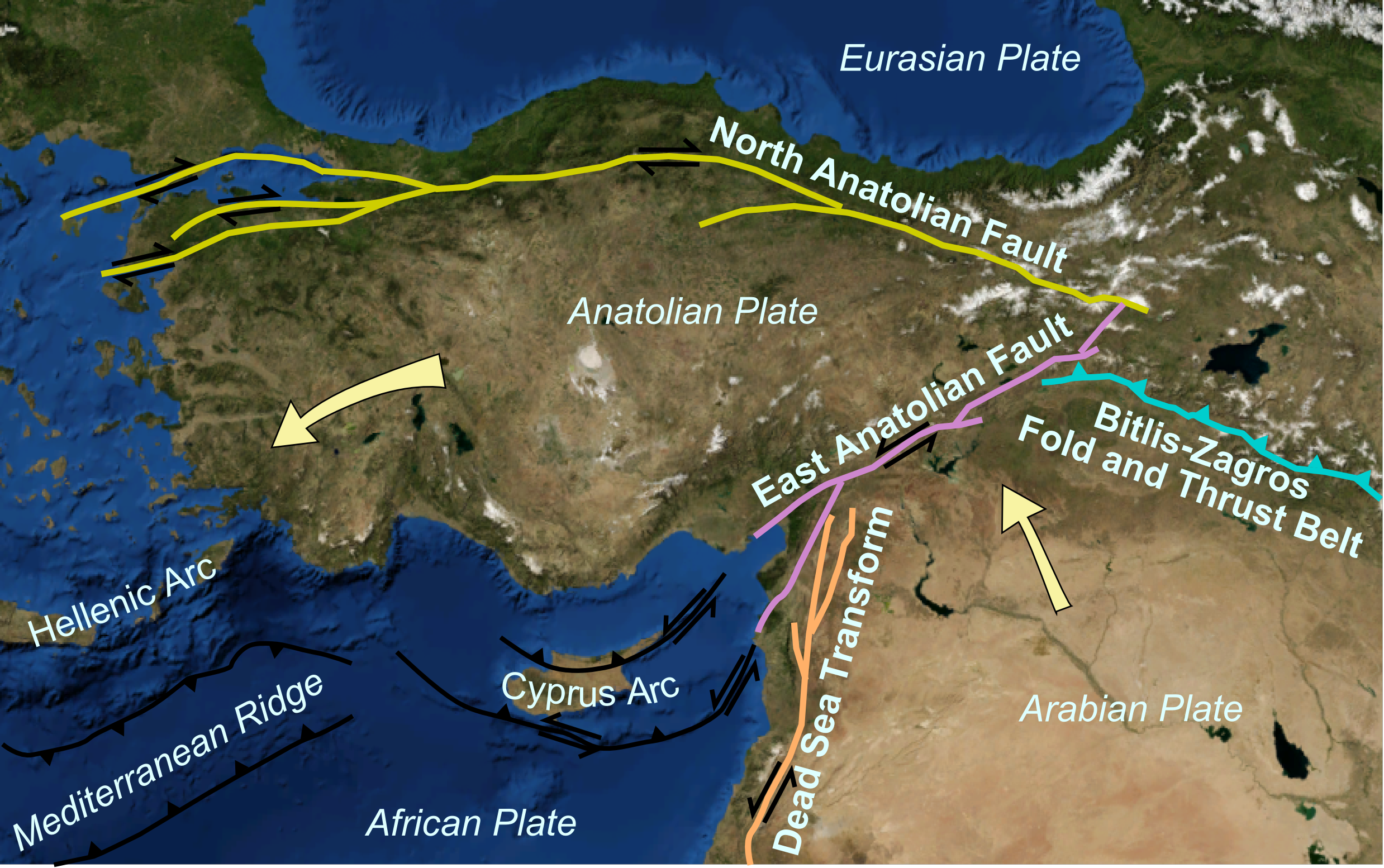
Східноанатолійський і оточуючі розломи

Східноанатолійський розлом —  зона великого зсуву завдовжки близько 700 км, що прямує від східної до південно-центральної Туреччини.
Утворює тектонічну межу трансформного типу між Анатолійською і Аравійською плитами, що рухається на північ.
Різниця відносного руху двох плит проявляється в лівобічному руху вздовж розлому.
Східний і Північноанатолійський розломи разом відзеркалюють рух Анатолійської плити на захід, оскільки вона видавлюється внаслідок триваючого зіткнення з Євразійською плитою.
Східноанатолійський розлом прямує на північний схід починаючись від Марашського потрійного розлому, що є кінцевою точкою Рифту Мертвого моря і закінчується в Карліовському потрійному розломі, де він перетинається з Північно-Анатолійським розломом.
В 2023 році, міжнародна група під керівництвом Університету Міннесоти, вперше точно визначила вік і процес формування Східноанатолійського розлому. Незважаючи на те, що було багато дискусій щодо віку Анатолійської плити та Східноанатолійського розлому, за допомогою отриманих даних, дослідники визначили, що вони, ймовірно, утворилися п’ять мільйонів років тому. Висновки дослідників виникли в результаті проєкту під назвою Continental Dynamics-Central Anatolian Tectonics (CD-CAT), який об’єднав дослідників з багатьох наукових дисциплін і країн для вивчення Анатолійської плити та пов’язаних з нею зон розломів.

## Опис

### Основне (Південне) пасмо
Основна смуга, що прямує NE–SW на 580 км від Карліови на півночі до Антак’ї на півдні.

#### Карліовський сегмент
Сегмент Карліова є північно-східним відгалуженням Східноанатолійського розлому і прямує на 25 км від трійника до Гьойнюка.
Його морфологія характеризується молодими уступами; зміщення потоків від кількох до сотень метрів; скельних нагромаджень; лінійні долини та гарячі джерела. 
Зміщення в 3,5 м, розташоване за 1 км на південний схід від Бонкукгьозе, може бути пов’язане з розривом поверхні в 1866 році під час землетрусу в Бінгьолі (Mw 7,1). 
Цей сегмент не зазнав сильного землетрусу з 1866 року. 
Сегмент закінчується на стримуючому вигині Гьойнюк, що з'єднує з сегментом Іліджа.

#### Сегмент Іліджа
Цей сегмент прямує через гірську місцевість від стримувального вигину Гьойнюк до Іліджа. 
Він проходить через палеозойські товщі та вулканогенно-осадові товщі міо-пліоцену та четвертинного періоду.
Попередні дослідження Східноанатолійського розлому вважали його частиною сегмента Карліова, а не незалежним сегментом. 
Бінгьольський землетрус 1971 року (магнітуда 6,8) спричинив 35 км поверхневих розломів на цьому сегменті, але не поширювався далі на північний схід від Гьойнюка. 

#### Сегмент Палу
Цей сегмент прямує між озером Хазар і Палу на 77 км. 
Північна частина сегмента Палу була епіцентром землетрусом магнітудою 6,1 балів 8 березня 2010 року. 
Спостерігалися молоді уступи та відступи розміром 2,5–4 м. 
Останній сильний землетрус стався 3 травня 1874 року, за оцінками, магнітудою 7,1. 
На схід від озера Хазар було знайдено відступ 2,6 м; середнє зміщення, пов’язане з подією вздовж центральної частини, становило 3,5+0,5 м.

#### Сегмент Пютюрге
Територія, через яку прямує сегмент Пютюрге, є гірською і характеризується палеозойсько-мезозойськими метаморфічними та мезозойськими офіолітовими меланжевими та уламковими породами.
Вимірювання фундаментних порід і відступів уздовж Євфрату виявили геологічні відступи 9–22 км. 
Хоча існують голоценові уступи, точна дата їх утворення невідома. 
Землетруси 1875 та 1905 років ймовірно мали епіцентр на сегменті Пютюрге. 
Цей сегмент пов’язаний з розломом ~45 км під час землетрусу магнітудою 6,7 у січні 2020 року.

#### Сегмент Еркенек
Цей відрізок пролягає від Ярпузлу до Гьолбаші. 
Кумулятивне зміщення уздовж сегмента Еркенек становить 26–22,5 км. 
Було виявлено, що річище потоків, що перетинають розлом, були зміщені від кілька метрів до 0,5 км. 
Нещодавня сейсмічна активність була встановлена за наявністю молодих уступів розломів. 
У 1893 році землетрус магнітудою 7,2 спричинив зсув на 4,5 м поблизу Челіхана. 
Північна частина сегменту Еркенек спричинила 10 км розриву поверхні під час землетрусу магнітудою 7,8  у 2023 році.

#### Сегмент Пазарджик
Сегмент Пазарджик нагадує плавну синусоїду; його північна та південна частини увігнуті. 
Цей сегмент прямує від Гьолбаші до Тюркоглу. 
Його сукупне геологічне зміщення оцінюється в 19–25 км; на основі палеосейсмологічних досліджень швидкість ковзання в голоцені була оцінена в 9 мм на рік. 
Приблизно за 4 км на південний схід від Ельмалара, було знайдено зміщення 5±0,2 м вздовж потоку, можливо пов'язаного з землетрусом 1513 року.
Сегмент Пазарджик також міг спричинити розриви поверхні під час землетрус 1114 р . 
Це був один із сегментів, які розірвалися під час землетрусу магнітудою 7,8 у 2023 році.

#### Сегмент Аманос
Сегмент Аманос,
також відомий як сегмент Карасу, має довжину 120 км 
є південною частиною Східноанатолійського розлому.
Проте деякі геологи також вважають цей сегмент продовженням рифту Мертвого моря
або перехідним розломом між Східноанатолійським і Трансформаційними розломами Мертвого моря. 
Його найпівденніший розлом закінчується в басейні Амук, де він межує з розлом Хаждипаша (частина рифту Мертвого моря) і розломом Кіпрської дуги на трійнику. 
Землетрус магнітудою 7,2 в 1872 році, ймовірно, розірвав південну частину сегменту Аманос.
Сегмент Аманос також розірвався під час землетрусу магнітудою 7,8 у 2023 році. 
Через два тижні за ним відбувся афтершок магнітудою 6,4 в його південній частині.

### Північне пасмо
Східноанатолійський розлом відгалужується від головного рифту, утворюючи північне відгалуження поблизу Челікхана. 
Це відгалуження, також відомо як система розломів Сюргю-Місіс, також складається з кількох лівобічних сегментів розломів загальною довжиною 380 км. 
Він приєднується до зони розломів Кіренія-Місіс під Александреттською затокою.

#### Сегмент Сюргю
Цей сегмент має 17 км завдовжки та 1 км завширшки хребет у східній частині, а потім продовжується на захід на 20 км. 
Найзахідніша секція складається з двох паралельних розломів, які зрештою об'єднуються в Нурхаку. 
Голоценовий розрив поверхні через голоценовий алювіальний конус є свідченням недавнього сильного землетрусу. 
Під час землетрусу магнітудою 5,8 в 1986 році на цьому сегменті не відбулося розриву поверхні.

#### Сегмент Чардака
Сегмент Чардак між Нурхаком і Гьоксуном має довжину 85 км і розділений на дві секції правою сходинкою.
До 2023 року єдиний відомий історичний землетрус на цьому розломі стався в 1544 році, за оцінками Muk 6,8.
Через дев’ять годин після землетрусу магнітудою 7,8 6 лютого 2023 року землетрус магнітудою 7,6 розірвав сегменти Сюргю та Чардак. 
Він створив 98 км розриву поверхні та має максимальне зміщення поверхні 10,0–12,6 м; одне з найбільших зміщень поверхні, що колись спостерігали від землетрусу.

#### Саврунський сегмент
Cегмент Савруна прямує NE-SW має з’єднання західний сегмент Чардак через стримуючий вигин у Гьоксуні. 
Його можна простежити на південний захід до Сумбасу. 
У Чігшарі розлом розділений на дві через правий зсув. 
Північна половина завдовжки 20 км має уступи заввишки 0,5–5 м. 
Спостерігалося зміщення ярів на 5 м. 
Південна половина має довжину 41 км і має уривки голоценових розломів уздовж деяких частин.

#### Сегмент Чокак
Лівий зсув відокремлює сегмент Чокак від сегмента Саврун. 
Основне пасмо прямує приблизно NE-SW; її північний край складається з нормального розлому, а решта — лівобічного розлому. 
Інший лівобічний розлом проходить субпаралельно на захід уздовж його південної половини. 
Він накопичив загальне зміщення 2,5 км від пізнього пліоцену до четвертинного періоду.

#### Сегмент Топраккале
Сегмент Топраккале завдовжки 50 км прямує від Бойнуйогунлу до вулкана Деліхаліл. 
Сегмент розлому на півдні біля Топраккале характеризується невеликими вулканічними конусами. 
Розлом має 2–5 м нормальних скидів, що прорізають четвертинний базальт. 
Він прямує 12 км вздовж річкової долини, вирізаної річкою Джейхан; деякі голоценові потоки були зміщені на 20–30 м.

#### Сегмент Дюзічі–Іскендерун
Сегмент Дузічі–Іскендерун — серія нормальних розломів, що простягаються на північний захід і схід від сегмента Топраккале. 
Цей сегмент являє собою західний кордон гір Аманос. Загальне вертикальне зміщення в Ерзіні становить 80–90 м (260–300 футів).[5]

#### Сегмент Якапинар
Сегмент Якапинар прямує від гірської місцевості з півночі на південь у рівнині Джейхан. 
Цей лівобічний розлом, що простягається на північний схід, був джерелом землетрусу Адана-Джейхан 1998 року (Mw 6,2).
Два інші землетруси в 1945 (Mw 6,0) і 1266 (Mw 6,3) відбулися на цьому розломі.

#### Сегмент Юмурталик
Цей сегмент проходить паралельно північному узбережжю затоки Александретта. 
Цей сегмент складається з двох східних і західних ділянок розміром 16,5 км і 24,5 км відповідно.

#### Сегмент Караташ
Сегмент Караташ прямує 64 км і є субпаралельним сегменту Юмурталик, але розташований на північ від цього сегмента.